# Provinciale weg 910
De provinciale weg 910 (N910) is een provinciale weg in de provincie Friesland welke een verbinding vormt tussen de N355 ten noordoosten van Gerkesklooster en de N361 bij Dokkum. De weg wordt ook wel Trekweg of Trekwei genoemd.
Deze weg begint in de gemeente Achtkarspelen ten noordoosten van Gerkesklooster. Vanaf het kruispunt met de N355 (ook bekend als "De Laatste Stuiver", omdat dit de laatste plek is waar een stuiver voor de pont betaald moest worden op de weg van Groningen naar Leeuwarden) komt de trekweg de gemeente Noardeast-Fryslân binnen. De trekweg loopt via Augsbuurt, Kollum en Westergeest, langs Driesum in westelijke richting naar Dokkum. De trekweg loopt de gehele route langs de Stroobossertrekvaart.

## Geschiedenis
Oorspronkelijk was de huidige rijksweg. De weg is nooit onderdeel geweest van een rijkswegenplan en had altijd een secundaire functie. Tot 1992 was de weg administratief genummerd als rijksweg 858. In het kader van de Wet herverdeling wegenbeheer werd de weg overgedragen aan de provincie Friesland, welke de weg nummerde als N910.
N34 · N46 · N351 · N353 · N354 · N355 · N356 · N357 · N358 · N359 · N360 · N361 · N362 · N363 · N364 · N365 · N366 · N367 · N368 · N369 · N370 · N371 · N372 · N373 · N374 · N375 · N376 · N377 · N378 · N379 · N380 · N381 · N382 · N383 · N384 · N385 · N386 · N387 · N388 · N390 · N391 · N392 · N393 · N398

N851 · N852 · N853 · N854 · N855 · N856 · N857 · N858 · N860 · N861 · N862 · N863 · N865 · N910 · N913 · N917 · N918 · N919 · N924 · N927 · N928 · N962 · N963 · N964 · N966 · N967 · N969 · N972 · N973 · N974 · N975 · N976 · N977 · N978 · N979 · N980 · N981 · N982 · N983 · N984 · N985 · N986 · N987 · N988 · N989 · N990 · N991 · N992 · N993 · N994 · N995 · N996 · N997 · N998 · N999

Cursief vermelde wegen zijn voormalige provinciale wegen.